# Paleotetyda

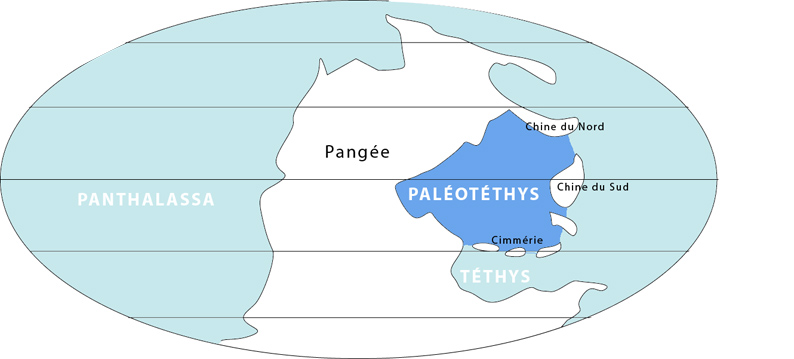
Paleotetyda na ciemnoniebiesko

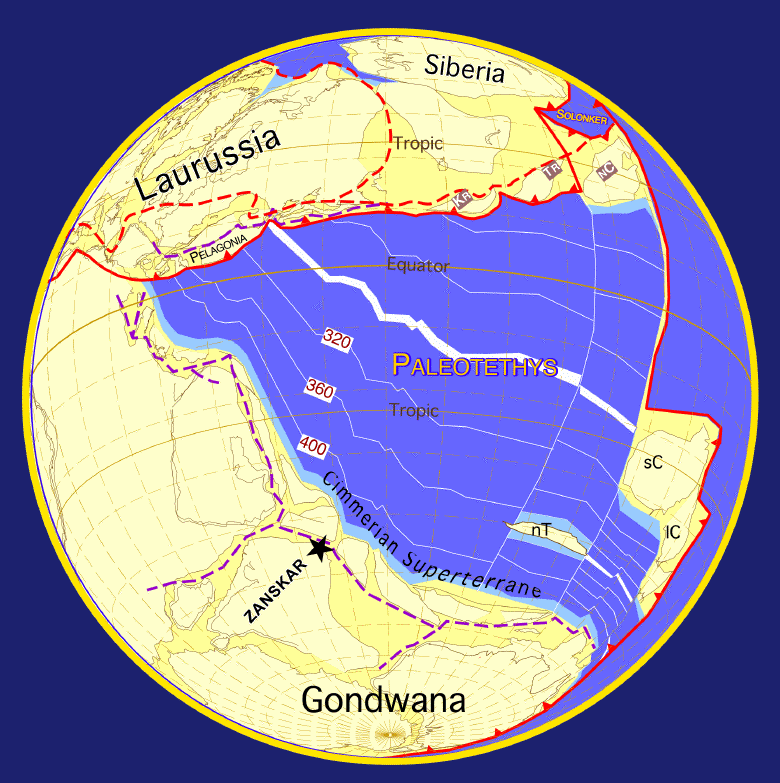
Paleotetyda przed dryfem Kimmerii na północ ~290 mln lat temu

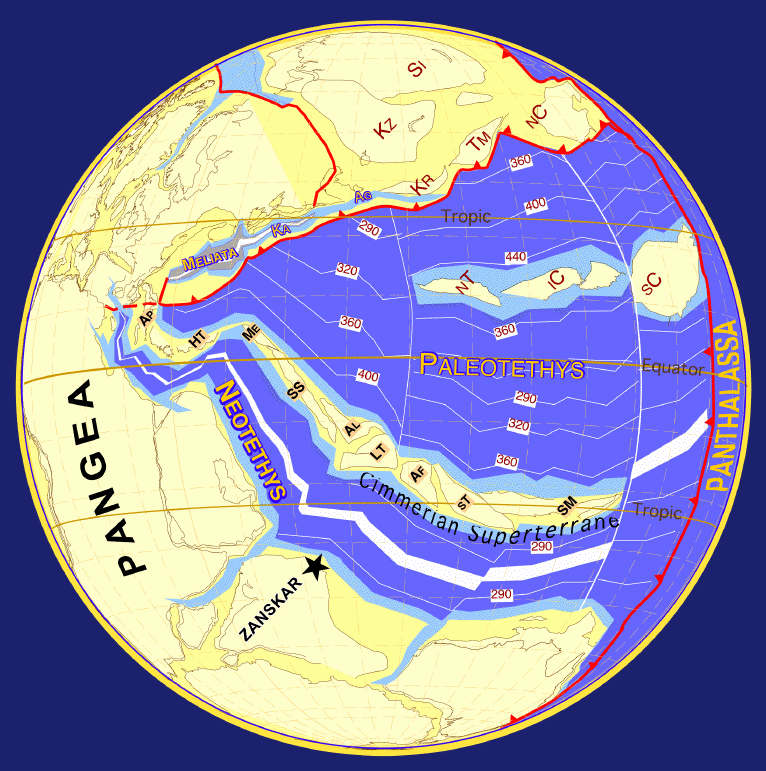
Kimmeria dryfuje na północ, Paleotetyda zamyka się na północy, Tetyda otwiera się na południu ~249 mln lat temu

Paleotetyda – prehistoryczny ocean istniejący w paleozoiku w przybliżeniu w miejscu dzisiejszego Oceanu Indyjskiego. Sukcesor oceanu Prototetydy, poprzednik oceanu Tetydy. 
Paleotetyda znajdowała się między kontynentem Gondwany a oderwanym od niego i dryfującym na północ mikrokontynentem terranów huńskich. 
Początkiem Paleotetydy był powstały w późnym ordowiku ryft tektoniczny biegnący wzdłuż północnego marginesu Gondwany. W sylurze zespół oderwanych od Gondwany w ten sposób terranów - terrany huńskie - podryfował na północ w kierunku Laurosji, zamykając Ocean Reńsko-Hercyński. Natomiast na południe od niego powstał nowy ocean - Paleotetyda. W dewonie, gdy podryfowały na północ mikrokontynenty północno- i południowochiński, otworzyła się wschodnia część Paleotetydy. Dryf tych mikrokontynentów spowodował zamknięcie Prototetydy, zakończone zderzeniem Północnych Chin z Syberią. W miejscu Prototetydy pojawiła się Paleotetyda. 
W późnym dewonie Gondwana zaczęła dryfować na północ. Na południe od terranów huńskich powstała strefa subdukcji, w której zaczęła być niszczona skorupa oceaniczna Paleotetydy. W karbonie zachodnia część Paleotetydy uległa całkowitemu zamknięciu wskutek kolizji europejskiego terranu huńskiego z Eurameryką. 
W późnym permie od kontynentu Gondwany (wchodzącej wówczas w skład Pangei) oderwał się jego północny pas, który utworzył mikrokontynent Kimmerii i podryfował na północ. W miarę jego wędrówki Paleotetyda ulegała stopniowemu zamknięciu, zaś na południe od niego powstawał nowy ocean – Tetyda. W późnym triasie z Paleotetydy pozostał tylko wąski pas wód. Proces subdukcji skorupy Paleotetydy pod płytę kimmeryjską został zakończony we wczesnej jurze całkowitym pochłonięciem skorupy oceanicznej. 
Dziś jedyną prawdopodobną pozostałością Paleotetydy jest skorupa południowej części dna Morza Czarnego. Leżąca na południe od niej płyta anatolijska jest prawdopodobnie pozostałością Kimmerii. 